# Adolf Grabner
Adolf Grabner (* 17. September 1927 in Wildalpen; † 11. November 2018 in Linz) war ein österreichischer Förster und Museumspädagoge. Er war Gründer und langjähriger Leiter des Forstmuseums Silvanum in Großreifling (Steiermark).

## Leben
Grabner war von 1951 bis 1987 Lehrer an der Brucker Forstschule und gründete 1975 einen Museumsverein, dem es 1979 gelang, das Forstmuseum zu eröffnen. Es befindet sich in einem ehemaligen Getreidespeicher der Innerberger Hauptgewerkschaft in Großreifling nahe dem Erzberg.
Auch die Gründung des Heimatmuseums in Wildalpen im Jahr 1966 geht auf Grabners Initiative zurück. 
2008 zog er sich aus gesundheitlichen Gründen von seinen Tätigkeiten im Museums zurück.

## Auszeichnungen
- 1979 Erzherzog-Johann-Forschungspreis des Landes Steiermark
- 1980 Goldenes Verdienstzeichen der Republik Österreich
- 2007 Goldenes Ehrenzeichen des Landes Steiermark